# حبق أمريكي
حبق أمريكي (الاسم العلمي:Ocimum americanum) هو نوع من النباتات يتبع جنس الحبق من الفصيلة الشفوية.
سمي هذا النوع نسبةً إلى أمريكا.